# Optat Winder
Optat Winder OFMCap, geboren als Franz Martin Winder (* 21. November 1889 in Dornbirn; † 25. September 1962 in Braunau am Inn) war ein österreichischer Volksmissionar und Schriftsteller.

## Leben
Winder wurde als jüngstes Kind des Martin Winder und seiner zweiten Ehefrau Maria Anna, geb. Dreher geboren. Väterlicherseits hatte er sieben Halbgeschwister aus der ersten Ehe seines Vaters. Nach dem Besuch des Gymnasiums in Brixen studierte Winder in Sterzing, Meran und Innsbruck. Am 17. September 1906 er trat in den Kapuzinerorden ein, seine Priesterweihe empfing er am 29. Juni 1912. Seine Primiz feierte er in der Pfarrkirche St. Leopold in Dornbirn-Hatlerdorf. Er war Lektor der Theologie, Hausoberer in verschiedenen Klöstern der Nordtiroler Kapuzinerprovinz, die er als Provinzial von 1946 bis 1952 leitete.

## Schriften (Auswahl)
- Der deutsche Gottesmann Sankt Konrad von Parzham, Kapuziner in Altötting, wie er gelebt und gestorben, wie er hilft und geholfen. Mit einer Novene und einer Sankt Konradsmesse. Dülmen 1938, ISBN OCLC 249941119.
- Strahlende Krone. Der unbefleckten Gottesmutter. Gedanken für das marianische Jahr. Altenstadt 1954, OCLC 40262225.
- Das kommende allgemeine Konzil. Ein Rückblick und eine Vorschau, geschrieben für aufgeschlossene Christen. Altenstadt 1962, OCLC 634520098.
- Der Helfer in größten Nöten. Leben und Worte des hl. Apostels Judas Thaddäus. Altötting 1996, OCLC 164777912.